# Stephanie Glax
Stephanie Glax de Stadler, avstrijska slikarka, ilustratorka in grafičarka, 3. julij 1876, Rogaška Slatina, † 29. februar 1952, Milano.
Rodila se je v Rogaški Slatini zdravniku balneologu Juliusu Glaxu, pri enajstih letih se je z družino preselila v Opatijo. Šolala se je kot hospitantka na dunajski šoli za umetno obrt Kunstgewerbeschule in se izpopolnjevala na münchenski Damenakademie. Ustvarjala je risbe, akvarele in pastele, portrete, vedute, krajine ter žanre s prizori iz življenja višjih meščanskih in tudi aristokratskih slojev. Oblikovala je tudi plakate, naslovnice revij in nalepke. Svojemu očetu je pomagala pri promociji zdraviliškega turizma z ilustracijami za turistične vodnike, plakate in razglednice. Razstavljala je v Opatiji, Kopru, na Dunaju, v Brnu, Gradcu, Milanu, Torinu, Firencah, Benetkah in Rimu. V mednarodnih krogih je postala znana preko gostov v Opatiji, ki so se vračali z dopustovanja z njenimi slikami ali ilustracijami oziroma so svojim sorodnikom pošiljali njene razglednice.
Leta 2019 je umetnostna zgodovinarka Lidija Tavčar pri Znanstvenem društvu za zgodovino zdravstvene kulture Slovenije izdala biografsko monografijo z naslovom Stephanie Glax de Stadler (1876-1952), prvo znanstveno delo o Stephanie Glax, ki je pred tem veljala za »pozabljeno umetnico«, sozaložnika monografije sta Celjska Mohorjeva družba in Inštitut za zgodovino medicine Medicinske fakultete v Ljubljani.